# أليساندرو دي أوتافيو
أليساندرو دي أوتافيو (بالإيطالية: Alessandro D'Ottavio)‏ (مواليد 27 أغسطس 1927) هو ملاكم إيطالي، مثّل بلاده في الألعاب الأولمبية الصيفية 1948.

## روابط خارجية
أليساندرو دي أوتافيو على موقع بوكس ريك (الإنجليزية) (registration required)
- أليساندرو دي أوتافيو على موقع اللجنة الأولمبية الدولية (الإنجليزية)
- أليساندرو دي أوتافيو على موقع أوليمبيديا (الإنجليزية)
- أليساندرو دي أوتافيو على موقع اللجنة الأولمبية الإيطالية (الإيطالية)